# ZUM (Sofia)
 (septembre 2021).
Le grand magasin central de Sofia (en bulgare : Централен универсален магазин ; Zentral Uniwersalen Magasin), principalement connu sous l'abréviation ZUM (également TZUM ou TSUM), est un grand magasin de luxe et fait partie du complexe architectural Largo au centre de la capitale bulgare Sofia.

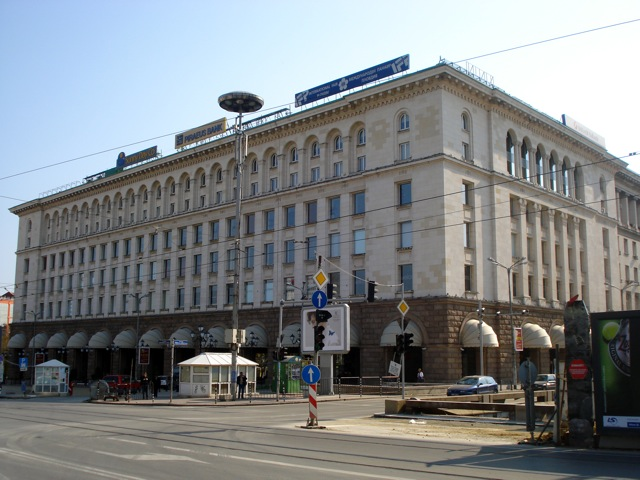
ZUM Sofia, façade ouest

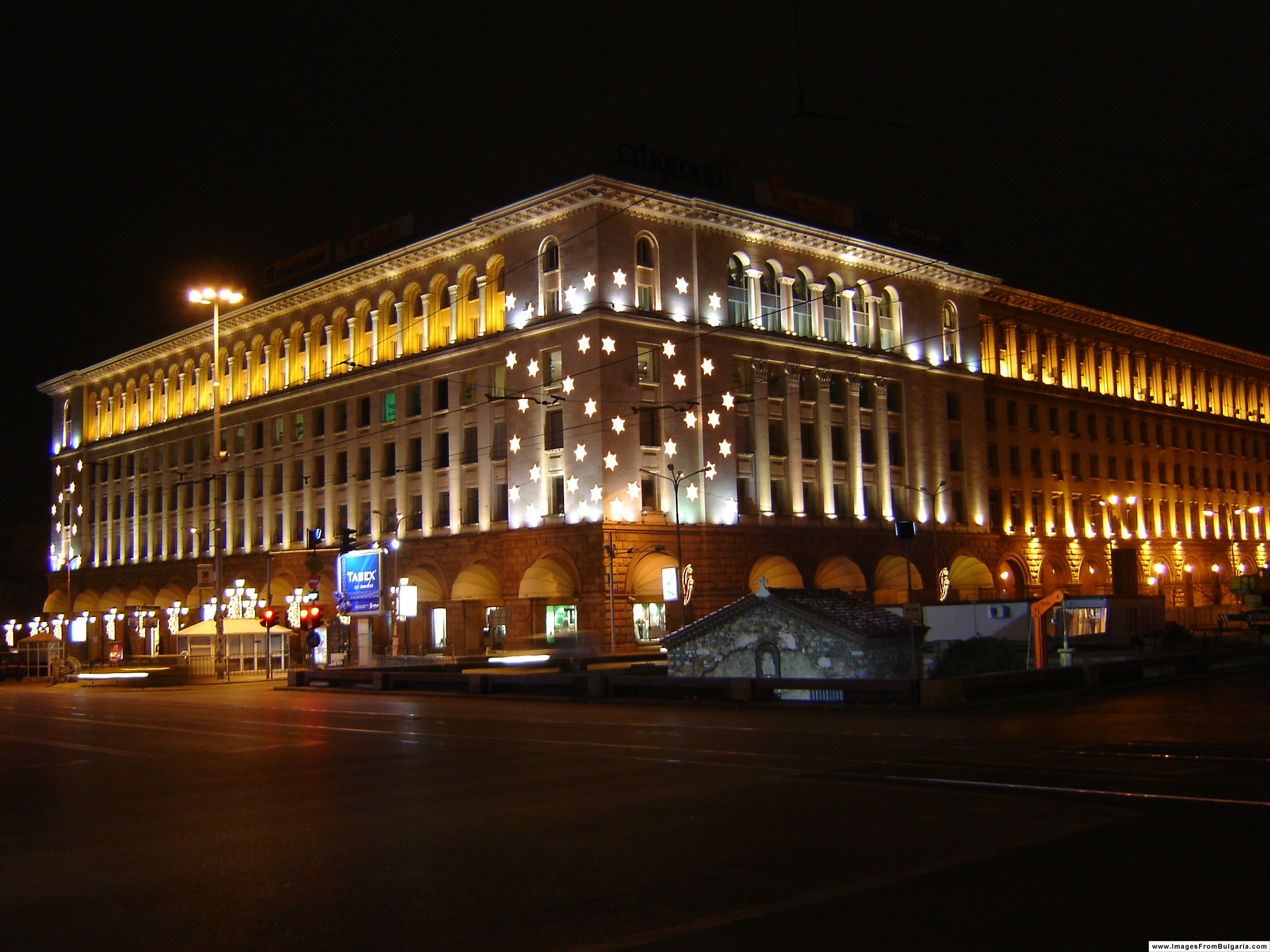
Le ZUM dans la nuit

## Emplacement
Le ZUM est situé dans le centre de Sofia, sur le boulevard Knjaginja Maria Luisa à l'intersection de la place de l'Indépendance et du boulevard Alexander Dondukow. Immédiatement à l'est du grand magasin se trouvent la mosquée Banya Bashi, le bain minéral central de Sofia (construit en 1913) avec la place Ban (площад Бански / Ploschtad Banski). Le marché central de Sofia (1911) se trouve en face du boulevard Knjaginja Maria Luisa. À l'ouest du grand magasin se trouvent l'église Sweta Petka Samardschijska, le Sheraton Hotel Sofia et la place Sainte-Nédélia avec la cathédrale du même nom.

## Histoire
La construction du ZUM a commencé en 1955 et s'est terminée à la fin de 1956. Il a été officiellement inauguré par une cérémonie en 1957. Le bâtiment a été conçu par l'architecte Kosta Nikolow et a une superficie de 20 570 m². Le bâtiment de sept étages dispose d'une cour intérieure couverte. En 1986, le ZUM a été rénové sous la direction de l'architecte Atanas Nikolow. Le grand magasin était un grand magasin typique de la période du socialisme en Bulgarie (1944-1989), dans lequel des marchandises de toutes sortes étaient proposées à la vente.
Après le changement démocratique en 1989, le grand magasin d'État a été privatisé et vendu pour 30,003 millions d'euros au groupe anglais Regent Pacific. Sous le nouveau propriétaire, le grand magasin a été modernisé et agrandi en un centre commercial avec des boutiques de luxe.
Une autre rénovation en 1999/2000 a été suivie par un nouveau propriétaire : l'homme d'affaires Georgi Gergow de Plovdiv a acquis le ZUM le 19 octobre 2004.

## Liens web
- Site du grand magasin